# ヴィレム・ファン・ハネヘム
ヴィレム・ファン・ハネヘム（Willem Van Hanegem、1944年2月20日 - ）は、オランダ・ブレスケンス出身の元サッカー選手、元サッカー指導者、サッカー解説者、コラムニスト。現役時代のポジションはMF（センターハーフ）。クーン・ムーラインに次ぐフェイエノールトのクラブ・イコンであり、オランダのフットボール史上最高の選手の一人。代表選手や指導者としての成功も収めていることから、オランダではヨハン・クライフに匹敵する存在感を持つ。
DjデュオのW&Wのメンバーであるヴィレム・ファン・ハネヘムJrは実の息子

## 経歴

### 少年時代
ファン･ハネヘムは1944年に小エビ漁師のLo van HanegemとAnna van Grolの息子として生まれた。同年9月11日のブレスケンス(Breskens)への連合軍の爆撃により、父親のローと兄のイサーク(Izaäk)、そして姉が亡くなっている。
1946年春に彼の母親は残った子供たちを連れてユトレヒトに移住し、ヴィレムもそこで育った。若いストリート･フットボーラーとして彼は強力な左足を備えていることが分かり、Veloxでのトレーニングで彼の正確なキックに目を留めた監督 ダーン・ファン・ベークがクラブに来るように求め、
6ヵ月後にはトップチームでプレーしていた。

### フットボール選手キャリア
ファン･ハネヘムがその主な名声を得たのは1968年にフェイエノールトに来てから。そこでクラブ史上最大のスターの一人となり、戦術的な視野、パス、メンタリティの強さが賞賛された。キャリアの最初の数年間は頻繁に"ヴィム・ハネヘム"と呼ばれ、1968年にスコットランドと行われた彼の最初の代表戦のプログラム・ガイドにもそう間違って掲載され、代表戦3試合目を終わってようやくKNVBによって正しい名前に修正された。
最大の成功を収めたのは1970年。フェイエノールトでチャンピオンズ・カップを制したチームの重要な一員となり、3度の国内リーグ制覇に輝き、そしてエストゥディアンテス相手にインターコンチネンタルカップも勝ち獲った。1974年にも決勝でトッテナム・ホットスパーを破ってUEFAカップを獲得している。
オランダ代表では1974年のワールドカップで準優勝。1976年の欧州選手権では準決勝まで勝ち進んだ。1978年のワールドカップでも当初セレクションに入っていたが、フーゴ･ホーフェンカンプ(Hugo Hovenkamp)が膝の怪我で離脱したことで、自身もアルゼンチンへ行かないことを決めた。
AZ'67で3年、シカゴで1年を過ごした後、FC ユトレヒトで2シーズンプレー。その後フェイエノールトで現役キャリアを終えた。フェイエノールトが1974年のワールドカップ代表チームと対戦した引退試合では彼はオランイェでプレー。主審 Charles Corverからレッドカードを受けた後に選手たちの肩に担がれてピッチを後にした。

### 指導者キャリア
現役引退後はそのままAb Fafiéのアシスタント・コーチとしてフェイエノールトに残り、指導者キャリアをスタート。初年度の1983-84シーズンにはアヤックスから移籍してきたヨハン・クライフに自身の背番号だった10番を渡し、ルート・フリット、ベン・ワインステケルス、ペーター・ハウトマンらを擁したチームでカンピューンスハップを制した。FC ユトレヒトなどでもアシスタント・コーチを務めた後、1992-93シーズンに監督としてフェイエノールトに戻り、このシーズン カンピューンスハップとベーカーのダブルを達成。しかし1995年10月にPSV戦に敗れた後に「選手に甘すぎる」と解任された。オランダ代表のアシスタント・コーチ(2002-2004)を務めた後は現場から遠ざかっていたが、2007年7月にFCユトレヒトの監督に就任。しかし2008年12月にフランス・ファン・スーメレンとの論争の後に解任され、その後は指導者としての仕事には就いていない。

### コメンテーター
TVでの解説者(NOS, RTL, 現在はZiggo Sport)やアルヘメーン・ダッハブラッドでの週刊コラムでは良いフットボールを愛し、常に批判的な目を持つ語り口で人気を得ているが、予想がよく外れることでも有名。
2018年1月17日にアルヘメーン・ダッハブラッドで前年末の検査で前立腺ガンが見つかったと明かした。

## 所属クラブ
- 1962-1966  :  フェロクスSC
- 1966-1968  :  セルセスDHC
- 1968-1976  :  フェイエノールト
- 1976-1979  :  AZアルクマール
- 1979　　　　:  シカゴ・スティング
- 1979-1981  :  FCユトレヒト
- 1981-1983  :  フェイエノールト

## 指導者歴
- 1982 - 1984 :  フェイエノールト アシスタントマネージャー
- 1984 - 1985 :  フェイエノールト アシスタントコーチ
- 1986 - 1989 :  FCユトレヒト
- 1990 - 1992 :  USVオランダ　※アマチュアクラブ
- 1990 - 1991 :  FCワーゲニンゲン
- 1992 - 1995 :  フェイエノールト
- 1995 - 1995 :  アル・ヒラル
- 1997 - 1999 :  AZアルクマール
- 2001 - 2001 :  スパルタ・ロッテルダム
- 2002 - 2004 :  オランダ代表　アシスタントコーチ
- 2007 - 2008 :  FCユトレヒト